# Never Broken
Never Broken é o terceiro álbum da atriz e cantora folk americana Amy Jo Johnson, lançado digitalmente no dia 01 de Novembro de 2013 e fisicamente no dia 14 de Novembro de 2013. É uma coletânea que reúne composições originais de Amy Jo ao longo de 10 anos. O primeiro single, Cracker Jacks, foi apresentado pela primeira vez na rádio CHUM FM de Toronto em 31 de Outubro de 2013 e logo depois disponibilizado no sites Jango, Last FM e no Myspace oficial da cantora.

## Precedentes
Em Setembro de 2012, Amy Jo utilizou o site Indiegogo para anunciar oficialmente seu novo álbum como um dos prêmios aos financiadores de seu primeiro curta-metragem, Bent. Ela divulgou pela primeira vez o título Never Broken, em 3 de Setembro de 2012, quando teve inicio a campanha de doações. Começando com uma meta de 20 mil dólares e tendo o novo CD de Amy Jo como principal brinde aos colaboradores, a meta foi batida em menos de um mês.
Além de produzir e dirigir, Amy também fez o papel principal no curta, ao lado de Sonya Salomaa e Michael Cram. A produção foi selecionada para os festivais de cinema dos Estados Unidos e Canadá durante o ano de 2013, recebendo diversos prêmios como o Audience Choice no Toronto Short Film Showcase, Jury Award no Toronto International Film Festival e o Shelly Award no Long Island Film Festival de 2013.

### GodeCracker Jacks
Para a trilha sonora do curta-metragem Bent, Amy escolheu sua canção God, cuja versão gravada em sua sala de estar, já havia sido disponibilizada quatro anos antes em sua página no Myspace. A canção também já fazia parte dos shows acústicos de Amy Jo desde 2005. Apesar da primeira versão da música ter sido usada no vídeo oficial da campanha para a produção de Bent no Indiegogo, Amy revelou em Março de 2013, que estava em estúdio gravando uma nova versão para a canção e que esta estaria em seu novo álbum. No curta, God serviu para ilustrar as reflexões sobre vida e luto das duas personagens principais do filme. Amy comentou que a letra traz questionamentos de sua infância, e fala de um Deus que não a correspondia.
| “ | Eu cresci com uma religião forçada pela garganta abaixo. Eu cresci com um Deus que era zangado e maldoso. Eu cresci para descobrir que ele não era nenhum dos dois. | ” |

Também em março de 2013, Amy também anunciou que a inédita Wonderful Man, música apresentada em um show intimista em Agosto de 2012 em sua terra natal Cape Cod, estaria em seu novo álbum com o título mudado para Cracker Jacks, uma referencia a uma lendária marca americana de pipoca caramelizada. Ela divulgou um vídeo que mostrava os primeiros momentos da captação de vocais para a música no estúdio. Amy mencionou que Cracker Jacks tratava essencialmente de relacionamentos, sobre seguir em frente e perdoar o passado.

### Relief
Em Maio de 2012, após uma campanha de pedidos organizada por fãs brasileiros no Twitter, o produtor executivo de Flashpoint, Mark Ellis, anunciou uma nova música de Amy Jo para a última temporada da série. Amy confirmou pelo Twitter que estava escrevendo uma canção para a primeira parte do episódio Keep the Peace: Part 1, o capitulo final de Flashpoint, e que seu nome seria Relief. A canção foi inspirada nas lutas pessoais que os personagens enfrentaram ao longo da série. Porém, um mês antes da exibição do episódio, os produtores revelaram que a música precisou ser retirada da edição final, mas que existiria a chance de, posteriormente, ela ser usada como material bônus do DVD. Durante a festa de encerramento de Flashpoint, Amy confirmou Relief como parte integrante de seu novo álbum.

### Lines
Em Junho de 2013, Amy anunciou a produção de seu segundo curta-metragem, Lines. Amy disse a imprensa que o roteiro abordaria de forma cômica, a importância da aceitação das rugas e das linhas no rosto, contrapondo-se aos diversos procedimentos cirúrgicos oferecidos pelo mercado. Ao lado de Amy Jo no elenco, foi confirmado o ator de Flashpoint, Enrico Colantoni. Em Julho de 2013, Amy começou a campanha de arrecadação de fundos para a produção, conseguindo mais de 40 mil dólares em menos de um mês, o que levou a campanha a virar o destaque principal do Indiegogo por duas semanas consecutivas. Para a trilha sonora, Amy escolheu uma de suas composições feita originalmente pensando em sua irmã, e que recebeu o mesmo título do curta. Em Setembro de 2013, pelo seu Twitter, Amy citou Lines, como parte da tracklist de seu novo álbum, ao lado das já canções já anunciadas: God, Cracker Jacks e Relief. Em Outubro de 2013 Amy revelou que o lançamento do Never Broken aconteceria no primeiro dia do mês de Novembro.

## Produção
Never Broken foi criado a partir de três estágios da vida de Amy Jo, através de 10 anos, de 2003 a 2013. O processo de composição, experimentação musical e gravação, começou em 2003, quando Amy Jo produziu fonogramas de três músicas em uma viagem como voluntária na Bósnia. A ordem das 11 canções que compõem o álbum está definida de forma decrescente, o que leva a primeira canção gravada por Amy em 2003, Dancing In-Between a ser a última do álbum.

### 2003: Viagem para Bósnia e Voluntariado
As últimas músicas do álbum, Free, Blue Butterfly Boy e Dancing In-between são também as composições mais antigas de Amy Jo. Foram gravadas pela primeira vez em 2003 no Pavarotti Music Centre em Mostar, Bósnia-Herzegovina.

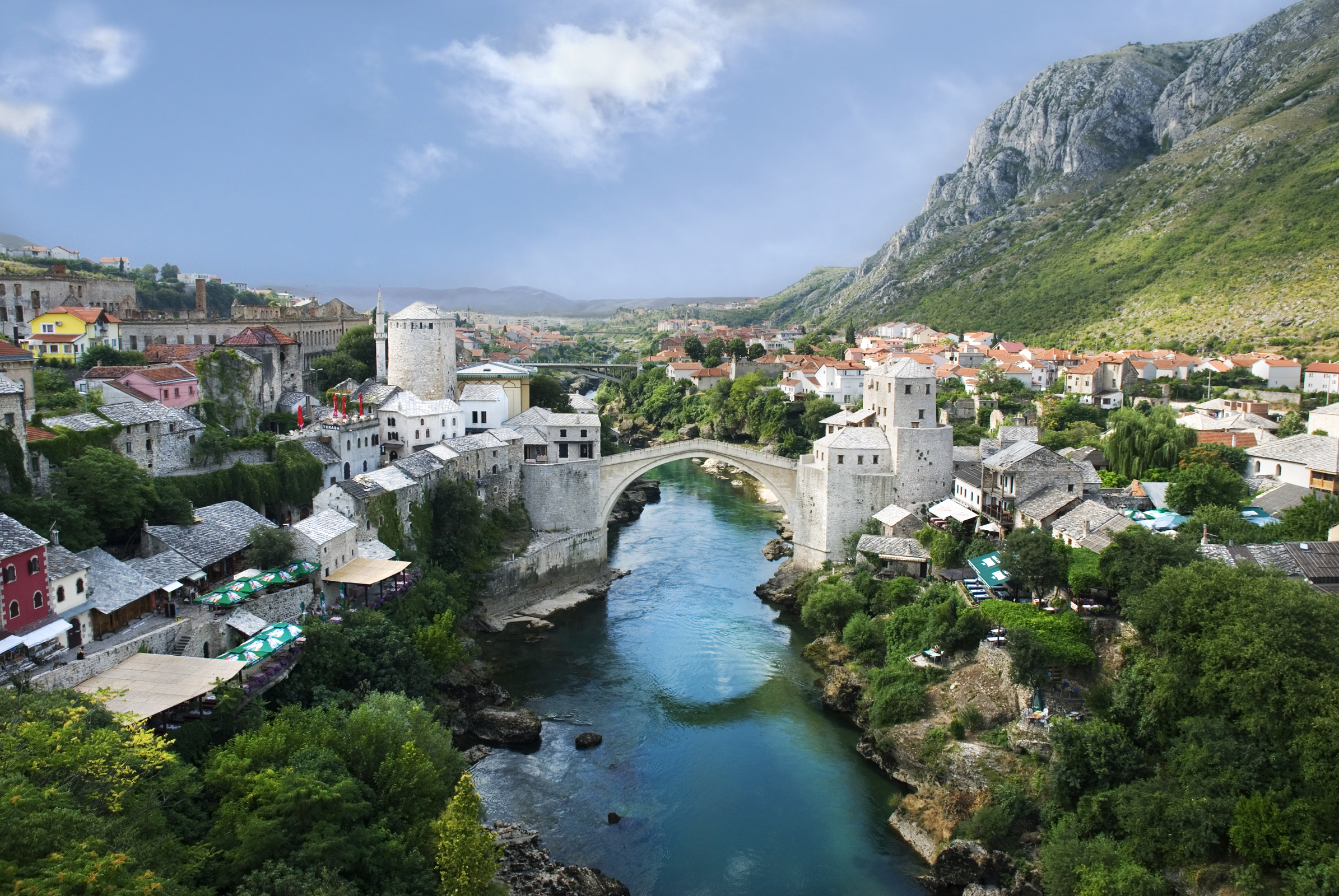
Cidade de Mostar, onde Amy Jo Johnson gravou as canções "Free", "Blue Butterfly Boy" e "Dancing In-between" em 2003.

As múltiplas experiências de Amy Jo na Bósnia começaram quando ela se tornou voluntária pela Global Children's Organization em 1998, um acampamento de três semanas na Croácia, que criou um lugar para as crianças da guerra dos Balcãs. Amy Jo revelou que se apaixonou pelo povo da Bósnia e pelo próprio país, o que a fez viajar de volta para lá diversas vezes. As três músicas foram gravadas com a pianista e sua melhor amiga de infância, Johanna Rothfeld, e com o baterista bósnio, Tony Pesikan, que Amy conheceu enquanto fazia seu trabalho voluntario no acampamento da GCO. As canções ganharam uma sonoridade natural e pura, inspiradas na região de Mostar e tiveram como base piano, percussão, violão e chocalho.
Das três canções, apenas Free se manteve completamente inédita, já que Blue Butterfly Boy e Dancing In-Between ficaram conhecidas quando foram apresentadas ao vivo no segundo álbum de Amy Jo, Imperfect, lançado em 2005. A gravação de estúdio de Dancing In-between foi destaque na série de TV Flashpoint em 2008, quando também foi lançada como single e ganhou grande popularidade nas rádios canadenses. Em 2013, a faixa foi remasterizada para fazer parte pela primeira vez, de um álbum completo, juntamente com os fonogramas de Blue Butterfly Boy e Free.

### 2006, 2007: Partida de Los Angeles
Self-Destruction, God e Julia Roberts foram gravadas pela primeira vez em 2006, na sala de estar de Amy Jo com seu amigo de longa data, Zuma Arechiga. As demos originais foram deixadas intactas por oito anos, até o inicio da criação do Never Broken. Self-Destruction e Julia Roberts ficaram conhecidas quando apareceram de forma acústica e ao vivo no segundo álbum de Amy Jo, Imperfect, lançado em 2005. Em 2008, as versões demo de God e Self-Destruction, foram disponibilizadas por Amy Jo em sua página no Myspace. Nos últimos cinco meses que antecederam a finalização do álbum Never Broken, as músicas foram revisadas e tiveram novos vocais gravados por Amy Jo. As faixas também receberam baixo, bateria e guitarras adicionais e em seguida, foram mixadas e masterizadas.
A canção Monsters Inside foi gravada pela primeira vez por Amy Jo sozinha, dentro de sua sala de estar em Montreal, no final de 2007, logo após sua mudança para o Canadá. A composição surgiu da história de sua partida de Los Angeles e sua jornada pessoal para deixar de lado os ideais e crenças que aquele lugar deixou enraizado nela. Para fazer parte do Never Broken, a canção foi renascida pelo produtor musical Zuma Arechiga. A música foi levada de forma experimental, com adição de loops de bateria, baixo e piano. Possui uma melodia sombria que é divergente do resto do álbum em tom e natureza.

### 2012, 2013: Maturidade, casamento e lições de vida
| “ | A música e a escrita sempre se sentaram à margem da minha carreira. Elas foram mantidas como uma forma de purificação pessoal para enfrentar a vida. Percebo agora, à medida que envelheço, a verdadeira paixão por trás delas e o livro interminável das lições de vida que alimenta seu valor e cria sua inspiração. Sinto que estou apenas no início desta bela nova carreira. | ” |

As primeiras canções do álbum Bright Lights, Cracker  Jacks, Lines e Relief foram as últimas composições de Amy Jo para o álbum Never Broken. Elas foram inspiradas pela sua jornada de vida e em seu momento de estabilidade atual. Amy começou a compor Bright Lights, logo após ter anunciado um novo álbum como um dos presentes para os colaboradores de sua campanha no Indiegogo, que financiou a produção de seu primeiro curta-metragem. Amy Jo afirmou em seu site oficial, que ela precisava de um chama para voltar à música e ela acendeu o fogo da sua própria maneira. Para Amy Jo, essas quatro canções são pessoalmente suas favoritas e refletem em sua nova vida de casamento, maternidade e em ficar um pouco mais velha. Como um bônus aos fãs, na canção Lines, há uma pequena participação da filha de Amy Jo, Francesca Christine.
As canções inéditas foram todas escritas em sua sala de estar e na garagem de estúdio de seu amigo Matt Segriff. Todas as músicas do álbum foram mixadas por Jared Kuemper da Pirate Studios em Toronto, Ontário. O processo foi acompanhado de perto pelo produtor musical Ari Posner e depois masterizado por Phil Demetro.

## Faixas
| N.º            | Título                                      | Compositor(es) | Duração |  |
| 1.             | "Bright Lights"                             | Amy Jo Johnson | 3:52    |  |
| 2.             | "Cracker Jacks"                             | Amy Jo Johnson | 3:47    |  |
| 3.             | "Lines" (Tema do curta Lines)               | Amy Jo Johnson | 2:50    |  |
| 4.             | "Relief"                                    | Amy Jo Johnson | 3:27    |  |
| 5.             | "Monsters Inside"                           | Amy Jo Johnson | 3:08    |  |
| 6.             | "God" (Tema do curta Bent)                  | Amy Jo Johnson | 4:17    |  |
| 7.             | "Julia Roberts"                             | Amy Jo Johnson | 2:59    |  |
| 8.             | "Self Destruction"                          | Amy Jo Johnson | 3:57    |  |
| 9.             | "Free"                                      | Amy Jo Johnson | 4:03    |  |
| 10.            | "Blue Butterfly Boy"                        | Amy Jo Johnson | 4:29    |  |
| 11.            | "Dancing In-Between" (Versão Remasterizada) | Amy Jo Johnson | 3:18    |  |
| Duração total: | Duração total:                              | Duração total: | 40:03   |  |